# Carmell Jones
Carmell Jones, né le 19 juillet 1936 à Kansas City (Kansas) et mort le 7 novembre 1996 dans la même ville, est un trompettiste de jazz. Il fut membre du Horace Silver Quintet.

## Discographie

### Comme leader
- Carmell Jones Quartet: Previously unreleased Los Angeles Session (Fresh Sound Records, enregistré en 1960- sorti en 2015)
- The Remarkable Carmell Jones (Pacific Jazz, 1961)
- Brass Bag (Pacific Jazz, 1962)
- Business Meetin'  (Pacific Jazz, 1962)
- Jay Hawk Talk (Prestige, 1965)
- Returns (Revelation, 1983)

### Comme sideman
Avec Gerald Wilson
- You Better Believe It! (Pacific Jazz, 1961)
- Moment of Truth (Pacific Jazz, 1962)
- Portraits (Pacific Jazz, 1964)
- On Stage (Pacific Jazz, 1965)

Avec d'autres musiciens
- Curtis Amy, Groovin' Blue (Pacific Jazz, 1961)
- Nathan Davis The Hip Walk (SABA, 1965)
- Booker Ervin, The Blues Book (Prestige, 1965)
- Booker Ervin, Groovin' High (Prestige, 1966)
- Victor Feldman, Soviet Jazz Themes (Äva, 1963)
- Paul Kuhn, The Big Hits of the Big Bands (Columbia/EMI 1972)
- Paul Kuhn, The Big Band Beatles (EMI, 1977)
- Harold Land, Jazz Impressions of Folk Music (Imperial, 1963)
- Herbie Mann, Latin Mann (Columbia, 1965)
- Charles McPherson, Bebop Revisited! (Prestige, 1965)
- Red Mitchell-Harold Land Quintet, Hear Ye! (Atlantic, 1962)
- Mombasa, Tathagata (Wind, 1980)
- Oliver Nelson, Berlin Dialogue for Orchestra (Flying Dutchman, 1971)
- Jean-Luc Ponty, More Than Meets the Ear (World Pacific, 1968)
- Vi Redd, Birdcall (United Artists, 1962)
- Annie Ross & Pony Poindexter, Recorded at the Tenth German Jazz Festival in Frankfurt (SABA, 1966)
- Bud Shank, Barefoot Adventure (Pacific Jazz, 1961)
- Bud Shank, New Groove (Pacific Jazz, 1961)
- Horace Silver, Song for My Father (Blue Note, 1965)
- Horace Silver, Live 1964 (Emerald, 1984)
- Sarah Vaughan, Sarah Sings Soulfully (Roulette/Blue Note, 1992)
- Nancy Wilson, Yesterday's Love Songs/Today's Blues (Capital, 1963)
- Jimmy Woods, Conflict (Contemporary, 1963)
- Leo Wright, It's All Wright (BASF, 1973)